# Temporada 2022 de TCR South America
La temporada 2022 de TCR South America fue la segunda edición de dicho campeonato. El cronograma estuvo pactado en ocho eventos entre el 2 de abril y el 6 de noviembre.
La temporada 2022 del TCR Sudamérica fue una reñida lucha por el título, con el argentino Fabricio Pezzini coronado campeón en la ronda final en San Juan Villicum. La temporada contó con 19 autos inscritos y 38 pilotos de tres nacionalidades diferentes en la ronda de Resistencia en Interlagos. El campeonato contó con un total de 10 rondas, con carreras en Brasil, Uruguay y Argentina.
El TCR Sudamérica se transmitió en vivo por BandSports y los canales de YouTube.

## Equipos y pilotos
| Equipo                            | Auto                            | N.º | Piloto              | C | Carreras |
| --------------------------------- | ------------------------------- | --- | ------------------- | - | -------- |
| Cobra Racing Team                 | Audi RS3 LMS TCR (2017)         | 3   | Bia Figueiredo      |   | 1-4      |
| Cobra Racing Team                 | Audi RS3 LMS TCR (2017)         | 10  | Adalberto Baptista  | T | 1-6      |
| Cobra Racing Team                 | Audi RS3 LMS TCR (2017)         | 22  | Gabriel Lusquiños   |   | 6-8      |
| Cobra Racing Team                 | Audi RS3 LMS TCR (2017)         | 29  | Ignacio Montenegro  |   | 7        |
| Cobra Racing Team                 | Audi RS3 LMS TCR (2017)         | 37  | Guilherme Reischl   | T | 1-3      |
| PMO Racing                        | Peugeot 308 TCR                 | 4   | Figgo Bessone       |   | 8        |
| PMO Racing                        | Peugeot 308 TCR                 | 13  | Pablo Otero         | T | 1        |
| PMO Racing                        | Peugeot 308 TCR                 | 15  | Enrique Maglione    | T | 2-8      |
| PMO Racing                        | Peugeot 308 TCR                 | 24  | Frederick Balbi     |   | 3        |
| PMO Racing                        | Peugeot 308 TCR                 | 37  | Guilherme Reischl   | T | 4        |
| PMO Racing                        | Peugeot 308 TCR                 | 60  | Juan Manuel Casella |   | 2-8      |
| PMO Racing                        | Peugeot 308 TCR                 | 87  | Franco Farina       |   | Todas    |
| PMO Racing                        | Peugeot 308 TCR                 | 100 | Carlos Okulovich    |   | 2        |
| PMO Motorsport                    | Lynk & Co 03 TCR                | 5   | Marcio Basso        | T | 3-4, 8   |
| PMO Motorsport                    | Lynk & Co 03 TCR                | 6   | Pedro Nunes         |   | 6        |
| PMO Motorsport                    | Lynk & Co 03 TCR                | 7   | Fabricio Pezzini    |   | Todas    |
| PMO Motorsport                    | Lynk & Co 03 TCR                | 33  | José Manuel Sapag   |   | Todas    |
| PMO Motorsport                    | Lynk & Co 03 TCR                | 96  | Santiago Urrutia    |   | 7        |
| Squadra Martino Uruguay           | Alfa Romeo Giulietta Veloce TCR | 8   | Matías Milla        |   | 8        |
| Squadra Martino Uruguay           | Alfa Romeo Giulietta Veloce TCR | 14  | Matías Cravero      |   | 6        |
| Squadra Martino Uruguay           | Alfa Romeo Giulietta Veloce TCR | 24  | Frederick Balbi     |   | 8        |
| Squadra Martino Uruguay           | Alfa Romeo Giulietta Veloce TCR | 27  | Rodrigo Aramendía   |   | 5        |
| Squadra Martino Uruguay           | Alfa Romeo Giulietta Veloce TCR | 73  | Juan Pablo Bessone  |   | 6        |
| Squadra Martino Uruguay           | Alfa Romeo Giulietta Veloce TCR | 81  | Fernando Rama       |   | 5        |
| Squadra Martino                   | Honda Civic Type-R TCR (FK7)    | 11  | Roy Block           | T | 7        |
| Squadra Martino                   | Honda Civic Type-R TCR (FK7)    | 14  | Matías Cravero      |   | 8        |
| Squadra Martino                   | Honda Civic Type-R TCR (FK7)    | 26  | Juan Ángel Rosso    |   | Todas    |
| Squadra Martino                   | Honda Civic Type-R TCR (FK7)    | 34  | Fabio Casagrande    | T | Todas    |
| Squadra Martino                   | Honda Civic Type-R TCR (FK2)    | 88  | Facundo Marques     |   | 6        |
| Squadra Martino                   | Honda Civic Type-R TCR (FK2)    | 95  | Javier Manta        | T | 2        |
| Scuderia Chiarelli                | Hyundai Elantra N TCR           | 12  | Edson Reis          | T | 2-4      |
| Scuderia Chiarelli                | Hyundai Elantra N TCR           | 35  | Pedro Aizza         |   | 1-7      |
| Scuderia Chiarelli                | Hyundai Elantra N TCR           | 85  | Walter Hernández    |   | 8        |
| Crown Racing                      | Honda Civic Type-R TCR (FK7)    | 13  | Pablo Otero         | T | 6        |
| Crown Racing                      | Honda Civic Type-R TCR (FK7)    | 22  | Gabriel Lusquiños   |   | 1-4      |
| Crown Racing                      | Honda Civic Type-R TCR (FK7)    | 29  | Ignacio Montenegro  |   | 6        |
| Crown Racing                      | Honda Civic Type-R TCR (FK7)    | 44  | Alessandro Marchini | T | 1        |
| Crown Racing                      | Honda Civic Type-R TCR (FK7)    | 55  | Renato Braga        | T | 2-3      |
| Crown Racing                      | Honda Civic Type-R TCR (FK7)    | 112 | Mariano Beraldi     |   | 5        |
| W2 Pro GP                         | Cupra León Competición TCR      | 17  | Alceu Feldmann      |   | 2-7      |
| W2 Pro GP                         | Cupra León Competición TCR      | 61  | Antonio Junqueira   | T | 1        |
| W2 Pro GP                         | Cupra León Competición TCR      | 71  | Bernardo Llaver     |   | 8        |
| W2 Pro GP                         | Cupra León Competición TCR      | 77  | Raphael Reis        |   | Todas    |
| FDC                               | Hyundai i30 N TCR               | 18  | Javier Scuncio Moro |   | 6, 8     |
| PropCar Racing                    | Alfa Romeo Giulietta Veloce TCR | 27  | Rodrigo Aramendía   |   | 4        |
| PropCar Racing                    | Alfa Romeo Giulietta Veloce TCR | 31  | Roberto Possas      | T | 3        |
| PropCar Racing                    | Alfa Romeo Giulietta Veloce TCR | 84  | Fernando Croce      |   | 1        |
| PropCar Racing                    | Alfa Romeo Giulietta Veloce TCR | 97  | Hernán Giuria       | T | 4        |
| PropCar Racing                    | Alfa Romeo Giulietta Veloce TCR | 373 | Raphael Teixeira    |   | 2        |
| Toyota Gazoo Racing Latin America | Toyota Corolla GRS TCR          | 32  | Jorge Barrio        |   | 7-8      |
| Milanese Sport                    | Honda Civic Type-R TCR (FK7)    | 85  | Walter Hernández    |   | 7        |
| Fuente:                           |                                 |     |                     |   |          |

| Icono | C           |
| ----- | ----------- |
| T     | Copa Trophy |

### Binomios Carrera Endurance Interlagos
| N.º     | Piloto titular      | Piloto invitado     | Auto                            | Equipo             | C |
| ------- | ------------------- | ------------------- | ------------------------------- | ------------------ | - |
| 3       | Bia Figueiredo      | Antonella Bassani   | Audi RS3 LMS TCR (2017)         | Cobra Racing Team  |   |
| 7       | Fabricio Pezzini    | Carlos Merlo        | Lynk & Co 03 TCR                | PMO Motorsport     |   |
| 10      | Adalberto Baptista  | Sergio Ramalho      | Audi RS3 LMS TCR (2017)         | Cobra Racing Team  | T |
| 12      | Edson Reis          | Felipe Papazissis   | Hyundai Elantra N TCR           | Scuderia Chiarelli | T |
| 15      | Enrique Maglione    | Fernando Rama       | Peugeot 308 TCR                 | PMO Racing         | T |
| 17      | Alceu Feldmann      | Andre Bragantini    | Cupra León Competición TCR      | W2 Pro GP          |   |
| 22      | Gabriel Lusquiños   | Vitor Genz          | Honda Civic Type-R TCR (FK7)    | Crown Racing       |   |
| 26      | Juan Ángel Rosso    | Ricardo Risatti III | Honda Civic Type-R TCR (FK7)    | Squadra Martino    |   |
| 33      | José Manuel Sapag   | Marcelo Ciarrocchi  | Lynk & Co 03 TCR                | PMO Motorsport     |   |
| 34      | Fabio Casagrande    | Mauricio Lambiris   | Honda Civic Type-R TCR (FK7)    | Squadra Martino    | T |
| 35      | Pedro Aizza         | Rodrigo Sperafico   | Hyundai Elantra N TCR           | Scuderia Chiarelli |   |
| 37      | Guilherme Reischl   | Marcio Basso        | Audi RS3 LMS TCR (2017)         | Cobra Racing Team  | T |
| 55      | Renato Braga        | Pablo Alves         | Honda Civic Type-R TCR (FK7)    | Crown Racing       | T |
| 60      | Juan Manuel Casella | Frederick Balbi     | Peugeot 308 TCR                 | PMO Racing         |   |
| 77      | Raphael Reis        | Guga Lima           | Cupra León Competición TCR      | W2 Pro GP          |   |
| 87      | Franco Farina       | Gastón Iansa        | Peugeot 308 TCR                 | PMO Racing         |   |
| 95      | Javier Manta        | Gonzalo Fernández   | Honda Civic Type-R TCR (FK2)    | Squadra Martino    | T |
| 100     | Carlos Okulovich    | Juan Pablo Bessone  | Peugeot 308 TCR                 | PMO Racing         |   |
| 373     | Raphael Teixeira    | Roberto Possas      | Alfa Romeo Giulietta Veloce TCR | PropCar Racing     |   |
| Fuente: |                     |                     |                                 |                    |   |

### Binomios Carrera Endurance Termas de Río Hondo
| N.º     | Piloto titular      | Piloto invitado     | Auto                            | Equipo                            | C |
| ------- | ------------------- | ------------------- | ------------------------------- | --------------------------------- | - |
| 6       | Pedro Nunes         | Marcio Basso        | Lynk & Co 03 TCR                | PMO Motorsport                    |   |
| 7       | Fabricio Pezzini    | Carlos Okulovich    | Lynk & Co 03 TCR                | PMO Motorsport                    |   |
| 10      | Adalberto Baptista  | Sergio Ramalho      | Audi RS3 LMS TCR (2017)         | Cobra Racing Team                 | T |
| 13      | Pablo Otero         | Bia Figueiredo      | Honda Civic Type-R TCR (FK7)    | Crown Racing                      | T |
| 14      | Matías Cravero      | Martín Chialvo      | Alfa Romeo Giulietta Veloce TCR | Squadra Martino Uruguay           |   |
| 15      | Enrique Maglione    | Rodrigo Aramendía   | Peugeot 308 TCR                 | PMO Racing                        | T |
| 17      | Alceu Feldmann      | Matías Milla        | Cupra León Competición TCR      | W2 Pro GP                         |   |
| 18      | Javier Scuncio Moro | Martín Scuncio Moro | Hyundai i30 N TCR               | FDC                               |   |
| 22      | Gabriel Lusquiños   | Vitor Genz          | Audi RS3 LMS TCR (2017)         | Cobra Racing Team                 |   |
| 26      | Juan Ángel Rosso    | Ricardo Risatti III | Honda Civic Type-R TCR (FK7)    | Squadra Martino                   |   |
| 29      | Ignacio Montenegro  | Néstor Girolami     | Honda Civic Type-R TCR (FK7)    | Crown Racing                      |   |
| 32      | Jorge Barrio        | Thiago Camilo       | Toyota Corolla GRS TCR          | Toyota Gazoo Racing Latin America |   |
| 33      | José Manuel Sapag   | Santiago Urrutia    | Lynk & Co 03 TCR                | PMO Motorsport                    |   |
| 34      | Fabio Casagrande    | Esteban Guerrieri   | Honda Civic Type-R TCR (FK7)    | Squadra Martino                   | T |
| 35      | Pedro Aizza         | Mikel Azcona        | Hyundai Elantra N TCR           | Scuderia Chiarelli                |   |
| 60      | Juan Manuel Casella | Frederick Balbi     | Peugeot 308 TCR                 | PMO Racing                        |   |
| 73      | Juan Pablo Bessone  | Isidoro Vezzaro     | Alfa Romeo Giulietta Veloce TCR | Squadra Martino Uruguay           |   |
| 77      | Raphael Reis        | Bernardo Llaver     | Cupra León Competición TCR      | W2 Pro GP                         |   |
| 87      | Franco Farina       | Guilherme Reischl   | Peugeot 308 TCR                 | PMO Racing                        |   |
| 88      | Facundo Marques     | Franco Coscia       | Honda Civic Type-R TCR (FK2)    | Squadra Martino                   |   |
| Fuente: |                     |                     |                                 |                                   |   |

## Calendario
La primera ronda de formato Endurance se celebró en Interlagos, con un récord de 19 autos inscritos y 38 pilotos, según Motorsport.com.
| Ronda   | Circuito                                                            | Fecha                 |
| ------- | ------------------------------------------------------------------- | --------------------- |
| 1       | Autódromo Velo Città, Mogi Guaçu                                    | 2-3 de abril          |
| 2       | Autódromo José Carlos Pace, São Paulo                               | 30 de abril-1 de mayo |
| 3       | Autódromo Internacional Ayrton Senna, Goiânia                       | 4-5 de junio          |
| 4       | Autódromo Eduardo Prudêncio Cabrera, Rivera                         | 16-17 de julio        |
| 5       | Autódromo Víctor Borrat Fabini, El Pinar                            | 6-7 de agosto         |
| 6       | Autódromo Internacional de Termas de Río Hondo, Termas de Río Hondo | 27-28 de agosto       |
| 7       | Autódromo Oscar y Juan Gálvez, Buenos Aires                         | 17-18 de septiembre   |
| 8       | Circuito San Juan Villicum, Albardón                                | 8-9 de octubre        |
| Fuente: |                                                                     |                       |

## Resultados
| Ronda   | Ronda | Ronda               | Pole Position                      | Vuelta rápida     | Piloto ganador                     | Equipo ganador                    | Ganador Copa Trophy | Resultados |
| ------- | ----- | ------------------- | ---------------------------------- | ----------------- | ---------------------------------- | --------------------------------- | ------------------- | ---------- |
| 1       | 1     | Velo Città          | Raphael Reis                       | Raphael Reis      | Raphael Reis                       | W2 Pro GP                         | Antonio Junqueira   | Resultados |
| 1       | 2     | Velo Città          |                                    | Fabricio Pezzini  | Fabricio Pezzini                   | PMO Motorsport                    | Adalberto Baptista  | Resultados |
| 2       | 3     | Interlagos          | Raphael Reis Guga Lima             | Rodrigo Sperafico | Fabricio Pezzini Carlos Merlo      | PMO Motorsport                    | Enrique Maglione    | Resultados |
| 3       | 4     | Goiânia             | Alceu Feldmann                     | Alceu Feldmann    | Alceu Feldmann                     | W2 Pro GP                         | Marcio Basso        | Resultados |
| 3       | 5     | Goiânia             |                                    | Alceu Feldmann    | Alceu Feldmann                     | W2 Pro GP                         | Renato Braga        | Resultados |
| 4       | 6     | Rivera              | Juan Ángel Rosso                   | Juan Ángel Rosso  | Juan Ángel Rosso                   | Squadra Martino                   | Edson Reis          | Resultados |
| 4       | 7     | Rivera              |                                    | Juan Ángel Rosso  | Juan Ángel Rosso                   | Squadra Martino                   | Fabio Casagrande    | Resultados |
| 5       | 8     | El Pinar            | Juan Ángel Rosso                   | José Manuel Sapag | Juan Ángel Rosso                   | Squadra Martino                   | Enrique Maglione    | Resultados |
| 5       | 9     | El Pinar            |                                    | Raphael Reis      | José Manuel Sapag                  | PMO Motorsport                    | Enrique Maglione    | Resultados |
| 6       | 10    | Termas de Río Hondo | José Manuel Sapag Santiago Urrutia | Mikel Azcona      | Fabio Casagrande Esteban Guerrieri | Squadra Martino                   | Fabio Casagrande    | Resultados |
| 7       | 11    | Buenos Aires        | Jorge Barrio                       | Jorge Barrio      | Jorge Barrio                       | Toyota Gazoo Racing Latin America | Fabio Casagrande    | Resultados |
| 7       | 12    | Buenos Aires        |                                    | Raphael Reis      | Raphael Reis                       | W2 Pro GP                         | Fabio Casagrande    | Resultados |
| 8       | 13    | Villicum            | Fabricio Pezzini                   | Juan Ángel Rosso  | Jorge Barrio                       | Toyota Gazoo Racing Latin America | Marcio Basso        | Resultados |
| 8       | 14    | Villicum            |                                    | Jorge Barrio      | Juan Ángel Rosso                   | Squadra Martino                   | Enrique Maglione    | Resultados |
| Fuente: |       |                     |                                    |                   |                                    |                                   |                     |            |

## Puntuaciones
Fuente:
Ronda 1, 3 a 5, 7 y 8
| Pos.      | 1.º | 2.º | 3.º | 4.º | 5.º | 6.º | 7.º | 8.º | 9.º | 10.º | 11.º | 12.º | 13.º | 14.º | 15.º |
| Q1        | Q1  | Q1  | Q1  | Q1  | Q1  | Q1  | Q1  | Q1  | Q1  | Q1   | Q1   | Q1   | Q1   | Q1   | Q1   |
| --------- | --- | --- | --- | --- | --- | --- | --- | --- | --- | ---- | ---- | ---- | ---- | ---- | ---- |
| Pts.      | 6   | 5   | 4   | 3   | 2   | 1   |     |     |     |      |      |      |      |      |      |
| Q2        |     |     |     |     |     |     |     |     |     |      |      |      |      |      |      |
| Pts.      | 10  | 7   | 5   | 4   | 3   |     |     |     |     |      |      |      |      |      |      |
| Main Race |     |     |     |     |     |     |     |     |     |      |      |      |      |      |      |
| Pts.      | 40  | 35  | 30  | 27  | 24  | 21  | 18  | 15  | 13  | 11   | 9    | 7    | 5    | 3    | 1    |
| Long Race |     |     |     |     |     |     |     |     |     |      |      |      |      |      |      |
| Pts.      | 35  | 30  | 27  | 24  | 21  | 18  | 15  | 13  | 11  | 9    | 7    | 5    | 3    | 2    | 1    |

Ronda 2 y 6
| Pos.    | 1.º | 2.º | 3.º | 4.º | 5.º | 6.º | 7.º | 8.º | 9.º | 10.º | 11.º | 12.º | 13.º | 14.º | 15.º |
| Q1      | Q1  | Q1  | Q1  | Q1  | Q1  | Q1  | Q1  | Q1  | Q1  | Q1   | Q1   | Q1   | Q1   | Q1   | Q1   |
| ------- | --- | --- | --- | --- | --- | --- | --- | --- | --- | ---- | ---- | ---- | ---- | ---- | ---- |
| Pts.    | 6   | 5   | 4   | 3   | 2   | 1   |     |     |     |      |      |      |      |      |      |
| Q2      |     |     |     |     |     |     |     |     |     |      |      |      |      |      |      |
| Pts.    | 10  | 7   | 5   | 4   | 3   |     |     |     |     |      |      |      |      |      |      |
| Carrera |     |     |     |     |     |     |     |     |     |      |      |      |      |      |      |
| Pts.    | 70  | 60  | 54  | 48  | 42  | 36  | 30  | 26  | 22  | 18   | 14   | 10   | 6    | 3    | 1    |

## Clasificaciones
Fuente:

### Campeonato de Pilotos
| Pos.                                    | Piloto              | VEL | VEL | INT | GOI | GOI | RIV  | RIV | EPI | EPI | TRH | BA  | BA  | VIL  | VIL | Pts. |
| --------------------------------------- | ------------------- | --- | --- | --- | --- | --- | ---- | --- | --- | --- | --- | --- | --- | ---- | --- | ---- |
| 1                                       | Fabricio Pezzini    | 24  | 1   | 1   | 24  | 3   | 4    | 2   | 5   | 3   | 3   | 45  | 3   | 41   | Ret | 486  |
| 2                                       | Juan Ángel Rosso    | 32  | Ret | 3   | 72  | 5   | 1    | 1   | 1   | 10  | 11  | 21  | 9   | 5    | 1   | 460  |
| 3                                       | Raphael Reis        | 1   | 3   | 5   | 3   | 6   | 2    | 9   | 42  | 7   | 14† | 10  | 1   | 2    | 4   | 432  |
| 4                                       | José Manuel Sapag   | 6   | 2   | 4   | 45  | 4   | 5    | 7   | 3   | 1   | 9   | 53  | Ret | WD   | WD  | 346  |
| 5                                       | Pedro Aizza         | 75  | 10  | 2   | 10  | 10  | 3    | 3   | Ret | 2   | 2   | 8   | 7   |      |     | 309  |
| 6                                       | Juan Manuel Casella |     |     | 10  | 5   | 2   | 6    | 10  | 73  | 11  | 4   | 74  | 10  | 13   | 5   | 251  |
| 7                                       | Fabio Casagrande    | Ret | 8   | 15† | 11  | 12  | 10   | 6   | 10  | 9   | 1   | 6   | 8   | 11   | 12  | 218  |
| 8                                       | Franco Farina       | 10  | 5   | 7   | 12  | 8   | Ret  | Ret | 84  | 5   | 8   | 13  | 4   | Ret5 | 10  | 196  |
| 9                                       | Alceu Feldmann      |     |     | Ret | 1   | 1   | 12†3 | 4   | 6   | 4   | DSQ | DNS | DNS |      |     | 181  |
| 10                                      | Gabriel Lusquiños   | 5   | 4   | 6   | 15  | 16  | Ret  | Ret |     |     | 7   | 11  | 2   | 9    | 11  | 180  |
| 11                                      | Enrique Maglione    |     |     | 8   | 17† | 15  | Ret  | 12  | 25  | 8   | 5   | 9   | 12† | 14   | 9   | 165  |
| 12                                      | Frederick Balbi     |     |     | 10  | 6   | 11  |      |     |     |     | 4   |     |     | 15   | Ret | 97   |
| 13                                      | Ricardo Risatti III |     |     | 3   |     |     |      |     |     |     | 11  |     |     |      |     | 85   |
| 14                                      | Rodrigo Aramendía   |     |     |     |     |     | 75   | 5   | Ret | Ret | 5   |     |     |      |     | 84   |
| 15                                      | Bernardo Llaver     |     |     |     |     |     |      |     |     |     | 14† |     |     | 3    | 2   | 83   |
| 16                                      | Marcio Basso        |     |     | 11  | 9   | 13  | Ret  | DNS |     |     | 6   |     |     |      |     | 81   |
| 17                                      | Bia Figueiredo      | 9   | 12  | 14  | 8   | 7   | 8    | 8   |     |     | Ret |     |     |      |     | 79   |
| 18                                      | Carlos Merlo        |     |     | 1   |     |     |      |     |     |     |     |     |     |      |     | 78   |
| 19                                      | Esteban Guerrieri   |     |     |     |     |     |      |     |     |     | 1   |     |     |      |     | 76   |
| 20                                      | Santiago Urrutia    |     |     |     |     |     |      |     |     |     | 9   | 32  | Ret |      |     | 76   |
| 21                                      | Guilherme Reischl   | 11  | 7   | 11  | DNS | DNS | 11   | DNS |     |     | 8   |     |     |      |     | 73   |
| 22                                      | Vitor Genz          |     |     | 6   |     |     |      |     |     |     | 7   |     |     |      |     | 66   |
| 23                                      | Carlos Okulovich    |     |     | Ret |     |     |      |     |     |     | 3   |     |     |      |     | 64   |
| 24                                      | Rodrigo Sperafico   |     |     | 2   |     |     |      |     |     |     |     |     |     |      |     | 63   |
| 25                                      | Adalberto Baptista  | 13  | 6   | 13  | 13  | 14  | DSQ  | DNS | 11  | Ret | 10  |     |     |      |     | 63   |
| 26                                      | Mikel Azcona        |     |     |     |     |     |      |     |     |     | 2   |     |     |      |     | 62   |
| 27                                      | Guga Lima           |     |     | 5   |     |     |      |     |     |     |     |     |     |      |     | 58   |
| 28                                      | Fernando Rama       |     |     | 8   |     |     |      |     | 9   | 6   |     |     |     |      |     | 57   |
| 29                                      | Marcelo Ciarrocchi  |     |     | 4   |     |     |      |     |     |     |     |     |     |      |     | 56   |
| 30                                      | Matías Milla        |     |     |     |     |     |      |     |     |     | DSQ |     |     | 7    | 7   | 44   |
| 31                                      | Javier Scuncio Moro |     |     |     |     |     |      |     |     |     | 12  |     |     | Ret4 | 6   | 38   |
| 32                                      | Pedro Nunes         |     |     |     |     |     |      |     |     |     | 6   |     |     |      |     | 36   |
| 33                                      | Antonio Junqueira   | 43  | Ret |     |     |     |      |     |     |     |     |     |     |      |     | 35   |
| 34                                      | Edson Reis          |     |     | 9   | Ret | DNS | 9    | DNS |     |     |     |     |     |      |     | 35   |
| 35                                      | Ignacio Montenegro  |     |     |     |     |     |      |     |     |     | 13† | DSQ | 5   |      |     | 33   |
| 36                                      | Gastón Iansa        |     |     | 7   |     |     |      |     |     |     |     |     |     |      |     | 31   |
| 37                                      | Pablo Otero         | 8   | 9   |     |     |     |      |     |     |     | Ret |     |     |      |     | 26   |
| 38                                      | Matías Cravero      |     |     |     |     |     |      |     |     |     | Ret |     |     | 6    | Ret | 24   |
| 39                                      | Walter Hernández    |     |     |     |     |     |      |     |     |     |     | WD  | WD  | 12   | 8   | 24   |
| 40                                      | Sergio Ramalho      |     |     | 13  |     |     |      |     |     |     | 10  |     |     |      |     | 24   |
| 41                                      | Felipe Papazissis   |     |     | 9   |     |     |      |     |     |     |     |     |     |      |     | 22   |
| 42                                      | Figgo Bessone       |     |     |     |     |     |      |     |     |     |     |     |     | 8    | Ret | 18   |
| 43                                      | Roy Block           |     |     |     |     |     |      |     |     |     |     | 12  | 11  |      |     | 18   |
| 44                                      | Renato Braga        |     |     | Ret | 14  | 9   |      |     |     |     |     |     |     |      |     | 14   |
| 45                                      | Fernando Croce      | 12  | 11  |     |     |     |      |     |     |     |     |     |     |      |     | 14   |
| 46                                      | Néstor Girolami     |     |     |     |     |     |      |     |     |     | 13† |     |     |      |     | 12   |
| 47                                      | Javier Manta        |     |     | 12  |     |     |      |     |     |     |     |     |     |      |     | 10   |
| 48                                      | Gonzalo Fernández   |     |     | 12  |     |     |      |     |     |     |     |     |     |      |     | 10   |
| 49                                      | Martín Scuncio Moro |     |     |     |     |     |      |     |     |     | 12  |     |     |      |     | 10   |
| 50                                      | Hernán Giuria       |     |     |     |     |     | Ret  | 11  |     |     |     |     |     |      |     | 7    |
| 51                                      | Mauricio Lambiris   |     |     | 15† |     |     |      |     |     |     |     |     |     |      |     | 6    |
| 52                                      | Antonella Bassani   |     |     | 14  |     |     |      |     |     |     |     |     |     |      |     | 3    |
| 53                                      | Roberto Possas      |     |     | DSQ | 16  | Ret |      |     |     |     |     |     |     |      |     | 0    |
| NC                                      | Juan Pablo Bessone  |     |     | Ret |     |     |      |     |     |     | Ret |     |     |      |     | 0    |
| NC                                      | Pablo Alves         |     |     | Ret |     |     |      |     |     |     |     |     |     |      |     | 0    |
| NC                                      | Andre Bragantini    |     |     | Ret |     |     |      |     |     |     |     |     |     |      |     | 0    |
| NC                                      | Martín Chialvo      |     |     |     |     |     |      |     |     |     | Ret |     |     |      |     | 0    |
| NC                                      | Isidoro Vezzaro     |     |     |     |     |     |      |     |     |     | Ret |     |     |      |     | 0    |
| NC                                      | Facundo Marques     |     |     |     |     |     |      |     |     |     | Ret |     |     |      |     | 0    |
| NC                                      | Franco Coscia       |     |     |     |     |     |      |     |     |     | Ret |     |     |      |     | 0    |
| NC                                      | Alessandro Marchini | DNS | DNS |     |     |     |      |     |     |     |     |     |     |      |     | 0    |
| NC                                      | Raphael Teixeira    |     |     | DSQ |     |     |      |     |     |     |     |     |     |      |     | 0    |
| NC                                      | Mariano Beraldi     |     |     |     |     |     |      |     | WD  | WD  |     |     |     |      |     | 0    |
| Pilotos inhabilitados para sumar puntos |                     |     |     |     |     |     |      |     |     |     |     |     |     |      |     |      |
|                                         | Jorge Barrio        |     |     |     |     |     |      |     |     |     | Ret | 1   | 6   | 1    | 3   |      |
|                                         | Thiago Camilo       |     |     |     |     |     |      |     |     |     | Ret |     |     |      |     |      |
| Pos.                                    | Piloto              | VEL | VEL | INT | GOI | GOI | RIV  | RIV | EPI | EPI | TRH | BA  | BA  | VIL  | VIL | Pts. |

| Color     | Resultado                                                               |
| --------- | ----------------------------------------------------------------------- |
| Oro       | Ganador                                                                 |
| Plata     | 2.ª plaza                                                               |
| Bronce    | 3.ª plaza                                                               |
| Verde     | Finalizó en los puntos                                                  |
| Azul      | Finalizó sin puntos                                                     |
| Azul      | NC - No clasificado                                                     |
| Violeta   | Ret - No terminó (Carrera)                                              |
| Rojo      | DNQ - No se clasificó                                                   |
| Negro     | DSQ - Descalificado                                                     |
| Blanco    | DNS - No empezó (carrera)                                               |
| Blanco    | WD - Retirado (fin de semana)                                           |
| Blanco    | C - Carrera cancelada                                                   |
| Sin color | DNP - Inscrito pero no participó                                        |
| Sin color | INJ - Lesionado                                                         |
| Sin color | EX - Excluido                                                           |
| Estado    | Resultado                                                               |
| Negrita   | Pole position                                                           |
| Cursiva   | Vuelta rápida                                                           |
| †         | Abandona, pero clasifica al completar el porcentaje requerido para ello |

### Campeonato de Equipos
| Pos. | Equipo                  | VEL | VEL | INT | GOI | GOI | RIV | RIV | EPI | EPI | TRH | BA  | BA  | VIL | VIL | Pts. |
| ---- | ----------------------- | --- | --- | --- | --- | --- | --- | --- | --- | --- | --- | --- | --- | --- | --- | ---- |
| 1    | PMO Motorsport          | 2   | 1   | 1   | 2   | 3   | 4   | 2   | 3   | 1   | 3   | 2   | 3   | 3   | Ret | 884  |
| 1    | PMO Motorsport          | 6   | 2   | 4   | 4   | 4   | 5   | 7   | 5   | 3   | 6   | 3   | Ret | 9   | Ret | 884  |
| 2    | W2 Pro GP               | 1   | 3   | 5   | 1   | 1   | 2   | 4   | 4   | 4   | 14† | 9   | 1   | 1   | 2   | 735  |
| 2    | W2 Pro GP               | 4   | Ret | Ret | 3   | 6   | 12† | 9   | 6   | 7   | DSQ | DNS | DNS | 3   | 3   | 735  |
| 3    | Squadra Martino         | 3   | 8   | 3   | 7   | 5   | 1   | 1   | 1   | 9   | 1   | 1   | 7   | 4   | 1   | 688  |
| 3    | Squadra Martino         | 8   | Ret | 12  | 11  | 12  | 10  | 6   | 10  | 10  | 11  | 5   | 8   | 5   | Ret | 688  |
| 4    | PMO Racing              | 8   | 5   | 7   | 5   | 2   | 6   | 10  | 2   | 5   | 4   | 6   | 4   | 12  | 4   | 535  |
| 4    | PMO Racing              | 10  | 9   | 8   | 6   | 11  | 11  | DNS | 8   | 8   | 5   | 12  | 9   | 13  | 8   | 535  |
| 5    | Scuderia Chiarelli      | 7   | 10  | 2   | 10  | 10  | 3   | 3   | Ret | 2   | 2   | 7   | 6   | 11  | 7   | 368  |
| 5    | Scuderia Chiarelli      |     |     | 9   | Ret | DNS | 9   | DNS |     |     |     |     |     |     |     | 368  |
| 6    | Cobra Racing Team       | 11  | 6   | 11  | 8   | 7   | 8   | 8   | 11  | Ret | 7   | 10  | 2   | 8   | 10  | 275  |
| 6    | Cobra Racing Team       | 13  | 7   | 13  | 13  | 14  | DSQ | DNS |     |     | 10  | DSQ | 5   |     |     | 275  |
| 7    | Crown Racing            | 5   | 4   | 6   | 14  | 9   | Ret | Ret | WD  | WD  | 13† |     |     |     |     | 111  |
| 7    | Crown Racing            | DNS | DNS | Ret | 15  | 16  |     |     |     |     | Ret |     |     |     |     | 111  |
| 8    | Squadra Martino Uruguay |     |     |     |     |     |     |     | 9   | 6   | Ret |     |     | 6   | 6   | 73   |
| 8    | Squadra Martino Uruguay |     |     |     |     |     |     |     | Ret | Ret | Ret |     |     | 14  | Ret | 73   |
| 9    | PropCar Racing          | 12  | 11  | DSQ | 16  | Ret | 7   | 5   |     |     |     |     |     |     |     | 63   |
| 9    | PropCar Racing          |     |     |     |     |     | Ret | 11  |     |     |     |     |     |     |     | 63   |
| 10   | FDC                     |     |     |     |     |     |     |     |     |     | 12  |     |     | Ret | 5   | 38   |
| NC   | Milanese Sport          |     |     |     |     |     |     |     |     |     |     | WD  | WD  |     |     | 0    |
| Pos. | Equipo                  | VEL | VEL | INT | GOI | GOI | RIV | RIV | EPI | EPI | TRH | BA  | BA  | VIL | VIL | Pts. |

| Color     | Resultado                                                               |
| --------- | ----------------------------------------------------------------------- |
| Oro       | Ganador                                                                 |
| Plata     | 2.ª plaza                                                               |
| Bronce    | 3.ª plaza                                                               |
| Verde     | Finalizó en los puntos                                                  |
| Azul      | Finalizó sin puntos                                                     |
| Azul      | NC - No clasificado                                                     |
| Violeta   | Ret - No terminó (Carrera)                                              |
| Rojo      | DNQ - No se clasificó                                                   |
| Negro     | DSQ - Descalificado                                                     |
| Blanco    | DNS - No empezó (carrera)                                               |
| Blanco    | WD - Retirado (fin de semana)                                           |
| Blanco    | C - Carrera cancelada                                                   |
| Sin color | DNP - Inscrito pero no participó                                        |
| Sin color | INJ - Lesionado                                                         |
| Sin color | EX - Excluido                                                           |
| Estado    | Resultado                                                               |
| Negrita   | Pole position                                                           |
| Cursiva   | Vuelta rápida                                                           |
| †         | Abandona, pero clasifica al completar el porcentaje requerido para ello |

### Copa Trophy
| Pos. | Piloto              | VEL  | VEL | INT | GOI  | GOI | RIV | RIV | EPI | EPI | TRH | BA | BA | VIL | VIL | Pts. |
| ---- | ------------------- | ---- | --- | --- | ---- | --- | --- | --- | --- | --- | --- | -- | -- | --- | --- | ---- |
| 1    | Fabio Casagrande    | Ret3 | 3   | 6†  | 24   | 2   | 2   | 1   | 2   | 2   | 1   | 12 | 1  | 2   | 2   | 557  |
| 2    | Enrique Maglione    |      |     | 1   | 6†   | 5   | Ret | 3   | 1   | 1   | 2   | 21 | 3  | 3   | 1   | 454  |
| 3    | Adalberto Baptista  | 4    | 1   | 5   | 3    | 4   | DSQ | DNS | 3   | Ret | 3   |    |    |     |     | 279  |
| 4    | Guilherme Reischl   | 35   | 2   | 3   | DNS  | DNS | 31  | DNS |     |     |     |    |    |     |     | 171  |
| 5    | Marcio Basso        |      |     |     | 1    | 3   | Ret | DNS |     |     |     |    |    | 1   | Ret | 139  |
| 6    | Edson Reis          |      |     | 2   | Ret2 | DNS | 1   | DNS |     |     |     |    |    |     |     | 121  |
| 7    | Renato Braga        |      |     | Ret | 43   | 1   |     |     |     |     |     |    |    |     |     | 81   |
| 8    | Pablo Otero         | 2    | 4   |     |      |     |     |     |     |     | Ret |    |    |     |     | 70   |
| 9    | Roy Block           |      |     |     |      |     |     |     |     |     |     | 3  | 2  |     |     | 64   |
| 10   | Antonio Junqueira   | 1    | Ret |     |      |     |     |     |     |     |     |    |    |     |     | 56   |
| 11   | Javier Manta        |      |     | 4   |      |     |     |     |     |     |     |    |    |     |     | 49   |
| 12   | Hernán Giuria       |      |     |     |      |     | Ret | 2   |     |     |     |    |    |     |     | 33   |
| 13   | Roberto Possas      |      |     |     | 5    | Ret |     |     |     |     |     |    |    |     |     | 24   |
| NC   | Alessandro Marchini | DNS  | DNS |     |      |     |     |     |     |     |     |    |    |     |     | 0    |
| Pos. | Piloto              | VEL  | VEL | INT | GOI  | GOI | RIV | RIV | EPI | EPI | TRH | BA | BA | VIL | VIL | Pts. |

| Color     | Resultado                                                               |
| --------- | ----------------------------------------------------------------------- |
| Oro       | Ganador                                                                 |
| Plata     | 2.ª plaza                                                               |
| Bronce    | 3.ª plaza                                                               |
| Verde     | Finalizó en los puntos                                                  |
| Azul      | Finalizó sin puntos                                                     |
| Azul      | NC - No clasificado                                                     |
| Violeta   | Ret - No terminó (Carrera)                                              |
| Rojo      | DNQ - No se clasificó                                                   |
| Negro     | DSQ - Descalificado                                                     |
| Blanco    | DNS - No empezó (carrera)                                               |
| Blanco    | WD - Retirado (fin de semana)                                           |
| Blanco    | C - Carrera cancelada                                                   |
| Sin color | DNP - Inscrito pero no participó                                        |
| Sin color | INJ - Lesionado                                                         |
| Sin color | EX - Excluido                                                           |
| Estado    | Resultado                                                               |
| Negrita   | Pole position                                                           |
| Cursiva   | Vuelta rápida                                                           |
| †         | Abandona, pero clasifica al completar el porcentaje requerido para ello |